# Мунбін
У цьому корейському імені прізвище (Мун) стоїть перед особовим ім'ям.
 Мун Бін (кор. 문빈, 文彬, Mun Bin, *26 січня 1998, Чхонджу, Південна Корея — †19 квітня 2023, Сеул, Південна Корея), більш відомий за мононімом Мунбін (англ. Moonbin) — південнокорейський співак, актор та танцюрист. Був учасником південнокорейського бой-бенду Astro та дуету Moonbin & Sanha під керівництвом Fantagio.

## Біографія
Мун Бін народився 26 січня 1998 року у Чхонджу, провінції Чхунчхон-Пукто, Республіка Корея.
Його молодша сестра Мун Суа — відома в Кореї співачка і учасниця дівочго гурту Billlie. Мунбін закінчив Вищу Школу Мистецтв.

### Смерть
Мунбін був знайдений мертвим 19 квітня 2023 року вдома близько 20:10 за корейським часом у районі Каннам-ґу. 20 квітня гурт Astro підтвердив через свої соціальні мережі смерть співака, проте родина просила не розголошувати причину смерті. Похований 22 квітня 2023 року.

## Кар'єра

### 2006—2015
Під впливом своєї матері Мунбін дебютував як дитяча модель у 2004 році. У 2006 році він знявся в музичному відео TVXQ на їхню пісню «Balloons», як мініверсію Юнхо. У 2009 році він зіграв свою першу акторську роль у корейській драмі «Хлопці кращі за квіти», де він зіграв молодшу версію персонажа Кім Бома. Він брав участь у проекті чоловічого гурту iTeen. У серпні 2015 року Мунбін разом з рештою учасників групи знявся у веб-дорамі «Продовження сліду».

### 2016—2019
Мунбін дебютував у складі чоловічого гурту Astro, що складається з шести осіб, 23 лютого 2016 року. Їхній дебютний мініальбом Spring Up містив п'ять пісень, включаючи великий трек «Hide & Seek».
7 вересня 2018 року було оголошено, що Мунбін візьме участь у зйомках південнокорейської комедійної програми протягом двох сезонів. 17 січня 2019 року Fantagio підтвердили, що Мунбін отримав роль у дарі «Моменти вісімнадцятиліття», де він зіграв героя Чон О Чже. 12 листопада 2019 року Fantagio повідомили, що за станом здоров'я Мунбін не братиме участі в просуванні 6-го мініальбому Astro.

### 2020—2023
14 лютого 2020 року Мунбін з'явився у прямому етері V Live з іншими учасниками Astro. 4 березня 2020 Мунбін разом з іншим учасником Astro Юн Санха і Канміном були оголошені новими провідними корейського музичного шоу Show Champion. 12 березня 2020 року було підтверджено, що він грає головну роль у веб-дорамі «Принц-тритон». 26 травня 2020 року поряд з Мун Га Йон, Бон Те Гю та іншими Мунбін приєднався до програми екологічно чистої кулінарії Food Avengers.
У вересні 2020 року Мун Бін був оголошений однією з моделей Nerdy Cafe. 14 вересня 2020 Мун Бін і Юн Санха дебютували першим підрозділом Astro — Moonbin & Sanha, випустивши свій дебютний мініальбом In-Out з головним синглом «Bad Idea». Вони здобули свою першу перемогу на The Show за вісім днів з моменту дебюту.
3 вересня 2021 року Neikidnis оголосили, що обрали Мунбіна як свою першу музу. 22 грудня 2021 стало відомо, що Мун Бін був доданий  актором другого сезону шоу Saturday Night Live Korea.

## Дискографія
| Назва                                       | Рік                    | Пікові позиції у чартах | Альбом                   |                        |                        |
| Назва                                       | Рік                    | KOR Down.               | Альбом                   |                        |                        |
| Як головний виконавець                      | Як головний виконавець | Як головний виконавець  | Як головний виконавець   | Як головний виконавець | Як головний виконавець |
| ------------------------------------------- | ---------------------- | ----------------------- | ------------------------ | ---------------------- | ---------------------- |
| «Let's Go Ride»                             | 2022                   | 59                      | Drive to the Starry Road |                        |                        |
| «Desire» (кор. 이끌려)                      | 2023                   | 15                      | Incense                  |                        |                        |
| Колаборації                                 |                        |                         |                          |                        |                        |
| «Language Test» (with Weki Meki Ji Su-yeon) | 2018                   | —                       | FM2018_12Hz              |                        |                        |